# 비프로스트

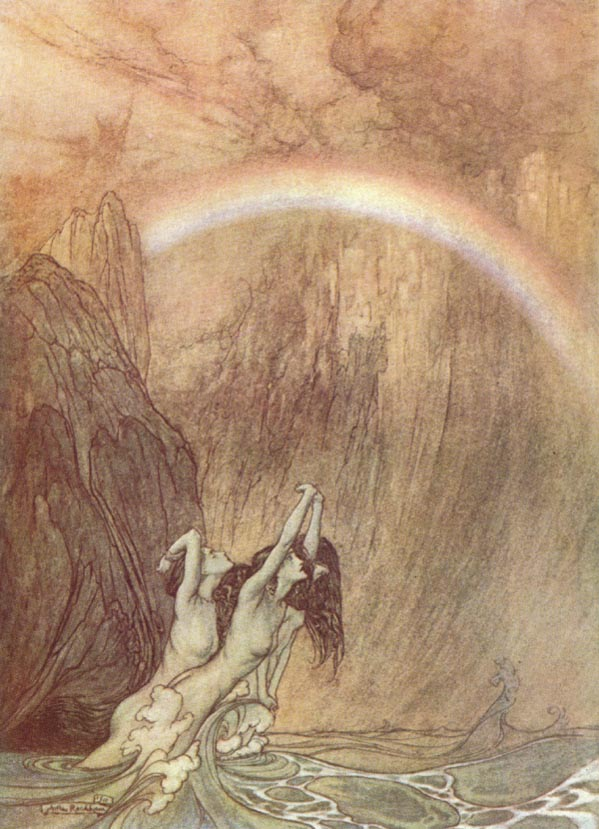
비프로스트

비프로스트(고대 노르드어: Bifrǫst)는 노르드 신화에 나오는 불타는 무지개 다리로, 중간계 미드가르드와 신계 아스가르드를 연결한다. 13세기 이전 서사시 모음집인 《고 에다》에는 빌르로스트(고대 노르드어: Bilrǫst)라 하고, "비프로스트"는 13세기에 스노리 스투를루손이 쓴 《신 에다》와 각종 스칼드 시가에 나오는 표기이다. 《고 에다》와 《신 에다》 모두 아스브루(고대 노르드어: Asbrú)라는 다른 이름이 언급되는데, 이는 에시르의 다리라는 뜻이다.
《신 에다》에 따르면 비프로스트의 아스가르드 쪽 끝에는 헤임달의 저택인 히민뵤르그가 있어 헤임달이 비프로스트를 요투나르에게서 지키고 있다. 이 다리는 라그나로크 때 무스펠스헤임의 거주자인 엘드요툰들에 의해 파괴될 것이라고 예언된다. 노르드 신화에는 비프로스트 외에도 걀라르브루라는 다리가 또 있는데, 이 다리는 헬헤임으로 가는 다리이다.

## 어원
앤디 오차드는 "비프로스트"란 "희미하게 빛나는 길"이라는 뜻이라고 한다. 그에 따르면 비프로스트의 다른 이름인 "빌르로스트"의 앞 성분 "빌"(bil-)은 "순간"이라는 뜻이며, 이는 무지개가 생겼다가 사라지는 성질을 의미한다. 그는 "비프로스트"의 앞 성분은 "비파"(bifa; "희미하게 빛나는" 또는 "흔들리는"이라는 뜻)이며 이는 다리가 "광택으로 빛나는" 것을 연상시킨다고 말한다. 오스트리아의 게르만학자 루돌프 지메크는 역시 "비파"를 언급하면서 "비프로스트"는 "하늘로 가는 흔들리는 길"이라고 한다.

## 문헌상의 출전

### 고 에다

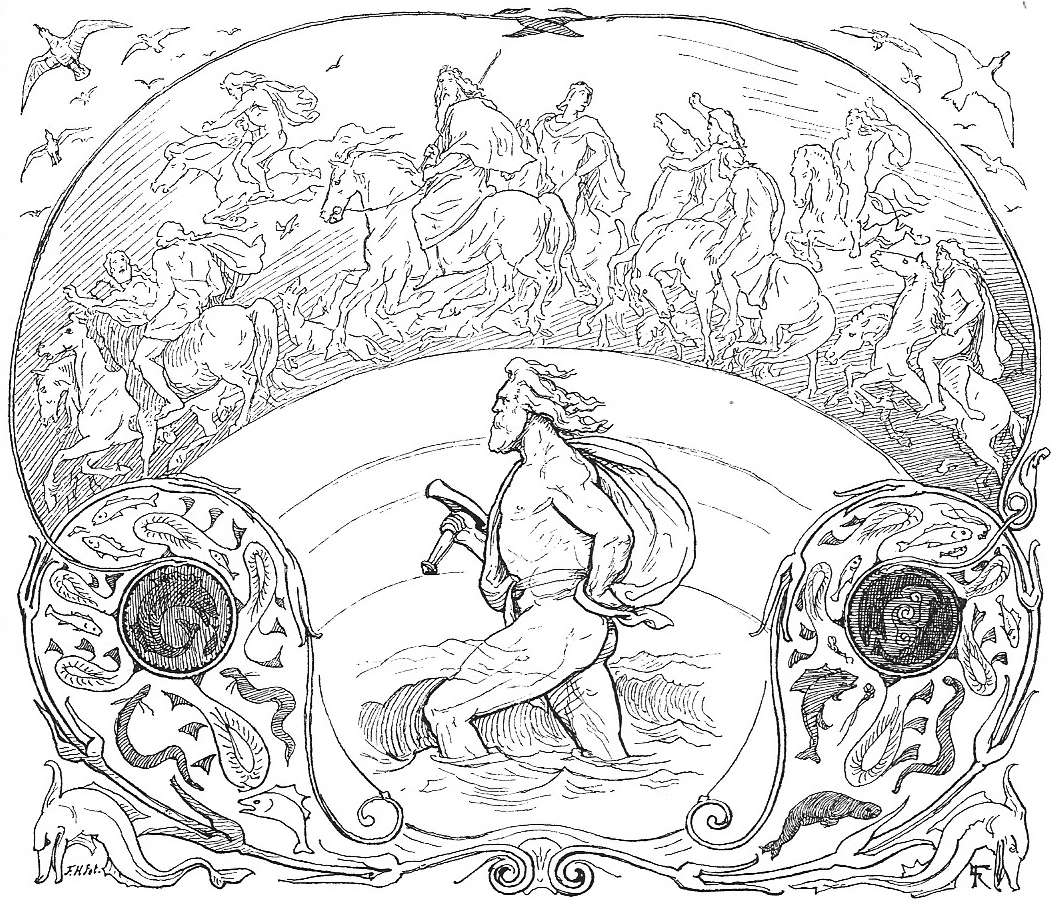
다른 에시르는 비프로스트 위를 걸어가는데 토르는 혼자 강을 첨벙이며 건너간다. 로렌츠 프뢸리히의 1895년 그림.

《고 에다》에서 이 무지개다리가 언급되는 문헌은 〈그림니르가 말하기를〉과 〈파프니르가 말하기를〉 2개이며, 여기서는 "빌르로스트"라고 한다. 그림니르(변장한 오딘)이 어린 아그나르에게 우주론적 지식을 이야기해주는데, 제44절에서 빌르로스트가 다리 중 제일이라고 말한다. 〈그림니르가 말하기를〉 제29절에서는 그림니르는 아스브루가 "불꽃으로 불타오른다"고 하며, 토르는 이 다리를 쓰지 않고 코름트와 오름트와 케를라우가라는 강 네 개를 첨벙거리며 헤쳐 걸어서 건넌다고 한다.

| 벤저민 소프의 번역 코름트와 오름트, 그리고 두 개의 케를라우그 위그드라실 물푸레나무에서 매일 회의가 열릴 때마다 토르는 그 강들을 헤쳐서 건넌다. 아스-다리는 통째로 불타고 있고, 성수가 끓어오른다. | 헨리 애덤스 벨로우스의 번역 코름트와 오름트, 그리고 두 개의 케를라우그 이 강들을 토르는 매일 헤치며 건넌다. (물푸레나무 위그드라실 쪽으로 가야하는 운명이 그에게 주어졌기에) 하늘다리는 온통 불꽃에 휩싸여 있고 성스러운 물이 부글거린다. |  |

〈파프니르가 말하기를〉에서는 죽어가는 용 파프니르가 영웅 시구르드에게 라그나로크의 때가 오면 신들은 빌르로스트 다리를 건너 오스콥니르로 향할 것인데, 다리를 건너는 도중에 다리가 무너져 버려 신들의 말들이 강속에서 허우적댈 것이라고 말한다.